# Onthophagus browni
Onthophagus browni là một loài bọ cánh cứng trong họ Bọ hung (Scarabaeidae).